# Santiago Centro
Santiago Centro är en ort i Mexiko.   Den ligger i kommunen Tamazunchale och delstaten San Luis Potosí, i den sydöstra delen av landet, 200 km norr om huvudstaden Mexico City. Santiago Centro ligger 712 meter över havet och antalet invånare är 1 101.
Terrängen runt Santiago Centro är kuperad åt sydost, men åt nordväst är den bergig. Runt Santiago Centro är det ganska tätbefolkat, med 60 invånare per kvadratkilometer. Närmaste större samhälle är Tamazunchale, 9,8 km nordost om Santiago Centro. I omgivningarna runt Santiago Centro växer i huvudsak städsegrön lövskog.